# Großenkneten
Großenkneten ist eine Gemeinde im Landkreis Oldenburg in Niedersachsen.

## Geographie

### Lage
Die Gemeinde Großenkneten liegt zwischen den Flüssen Hunte und Lethe und wird physiogeografisch der Cloppenburger Geest zugeordnet. Die Ortschaft liegt im Naturpark Wildeshauser Geest und besteht unter anderem aus den Gemeindeteilen Ahlhorn, Huntlosen, Sage, Döhlen und dem Ort Großenkneten selber. Großenkneten ist stark agrarisch geprägt und wird zunehmend von Pendlern (v. a. nach Oldenburg) als Wohnort gewählt.
Das Forstamt Ahlhorn der Niedersächsischen Landesforsten verwaltet Staatswälder in den Landkreisen Diepholz, Cloppenburg, Vechta und Oldenburg. Die in einem ausgedehnten Waldstück gelegenen Ahlhorner Fischteiche, deren Ufer auch dem Rohrkolben (auch Narrenkolben, Lampenputzer, Trommelschlägel genannt) eine Heimat bieten, sowie zahlreiche über das Gemeindegebiet verstreute Hünengräber sind besonders sehenswert. Auffällig ist die relativ große Anzahl erhaltener Schafkoben (d. h. Schafställe) auf dem Gebiet der Gemeinde Großenkneten, auf deren Heideflächen die Schafzucht früher eine große Rolle spielte.

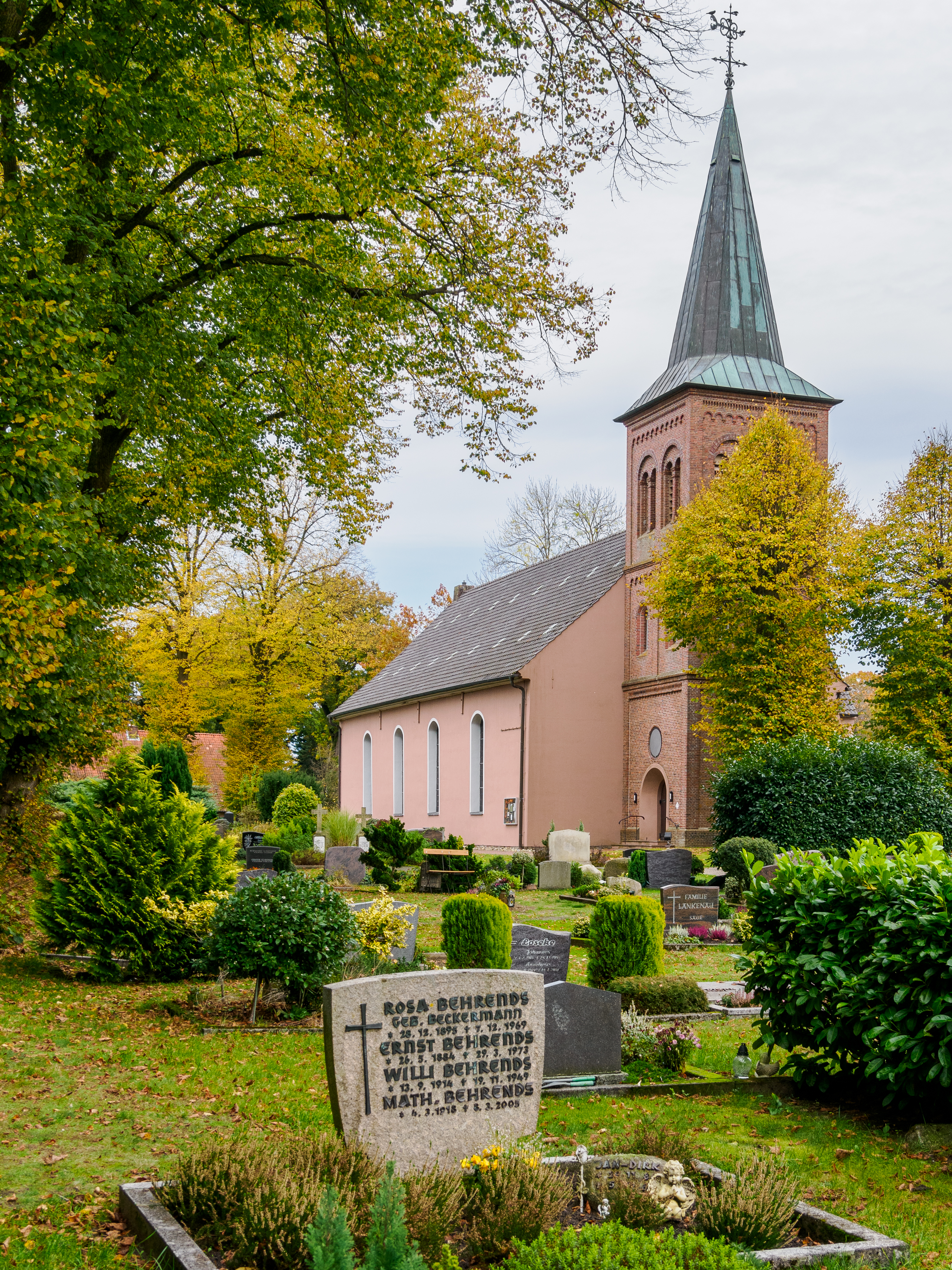
St.-Marien-Kirche
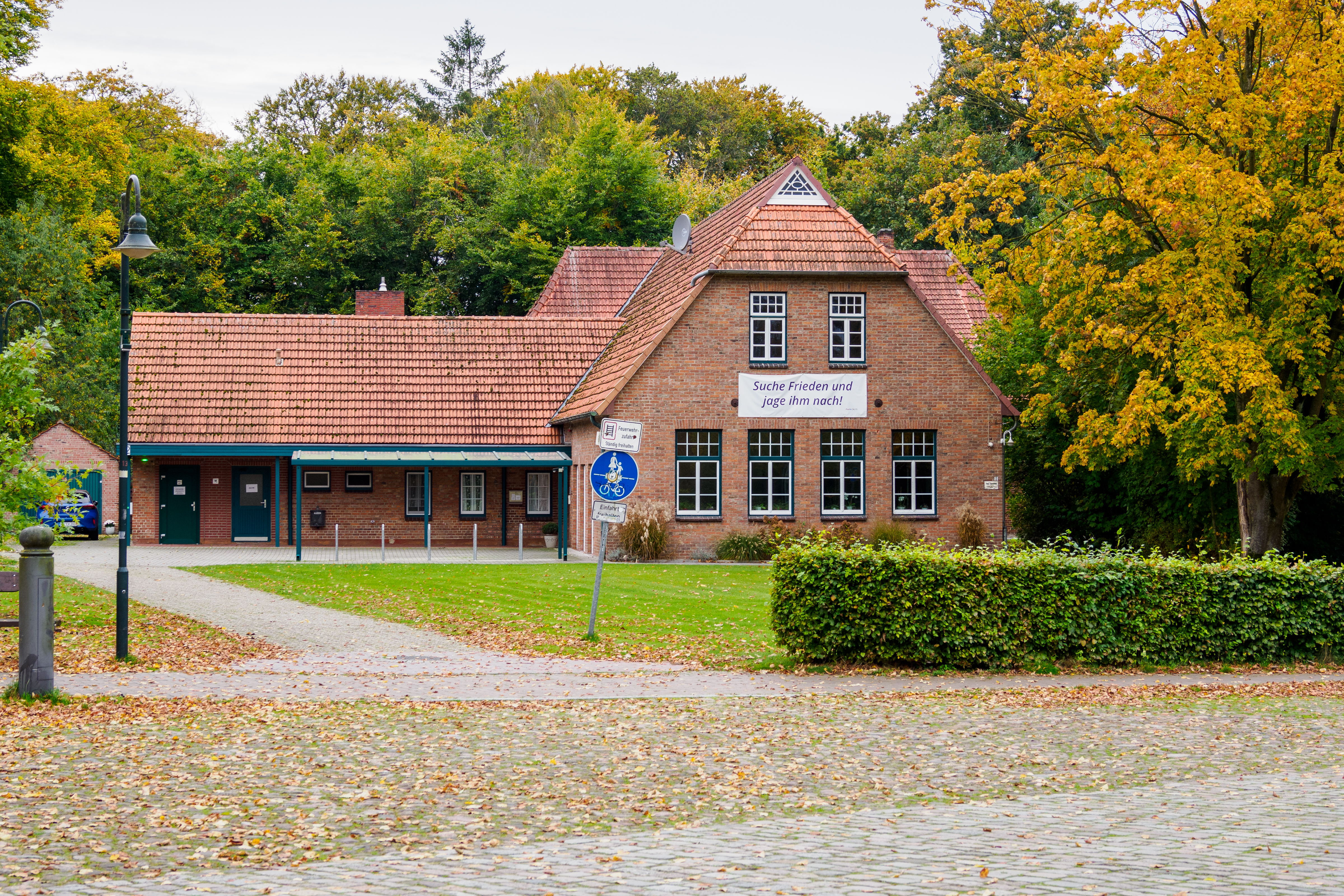
Kirchgemeindehaus in Großenkneten
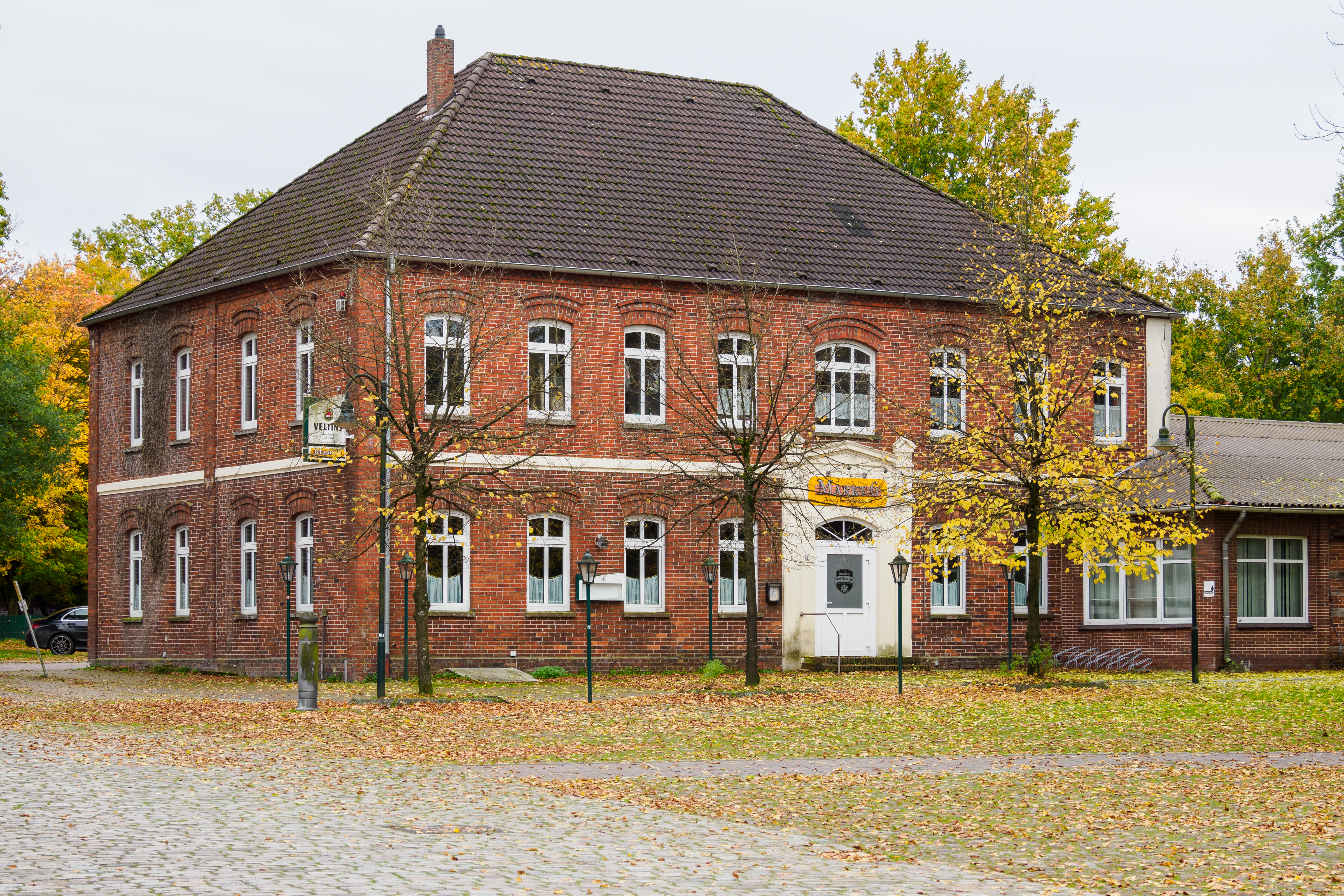
Ehem. Lueken's Gasthof (Baudenkmal)
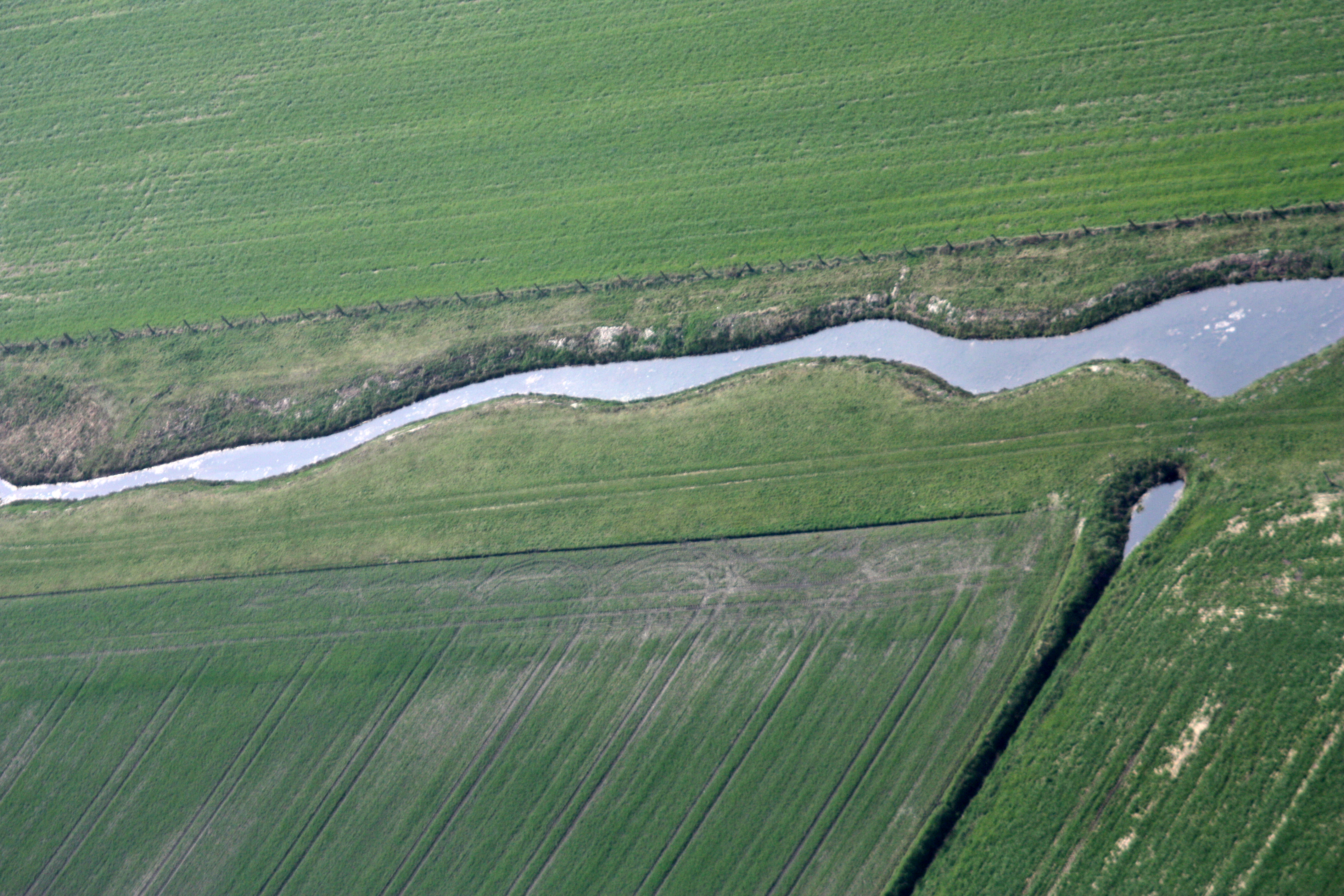
Almweg Wasserzug, rechter Nebenfluss der Lethe
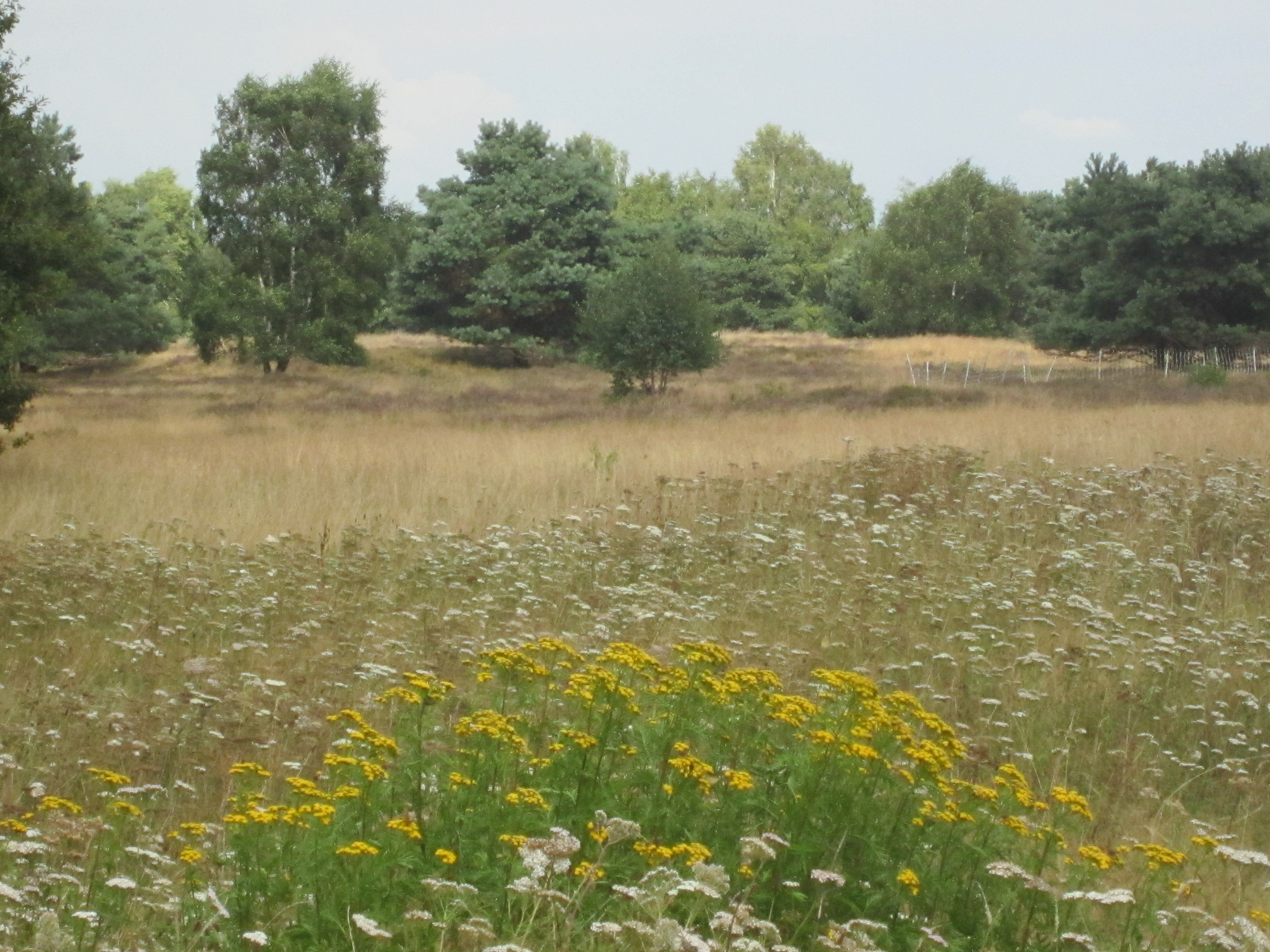
Naturschutzgebiet Sager Meere, Kleiner Sand und Heumoor
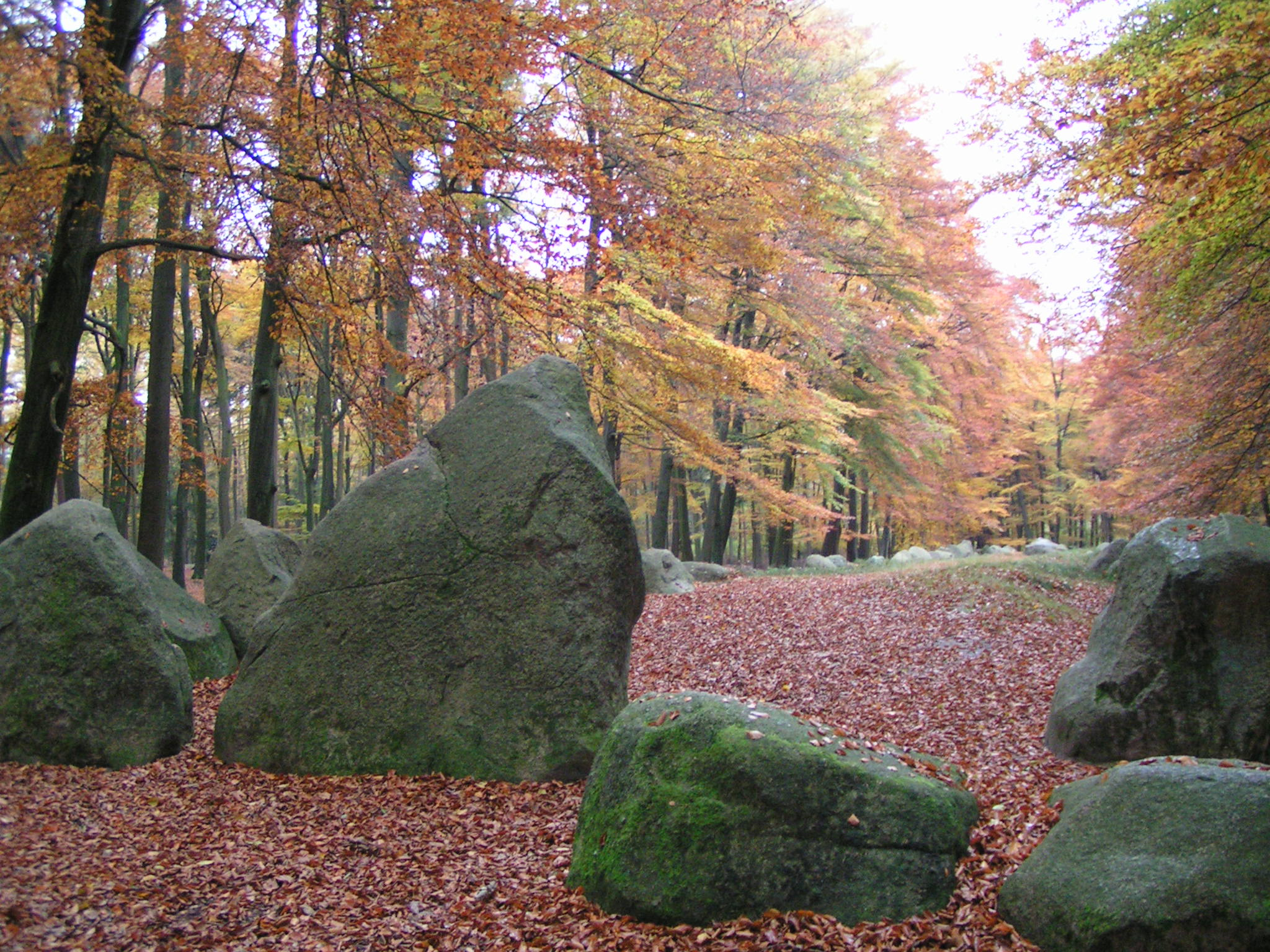
Visbeker Bräutigam in der Ahlhorner Heide
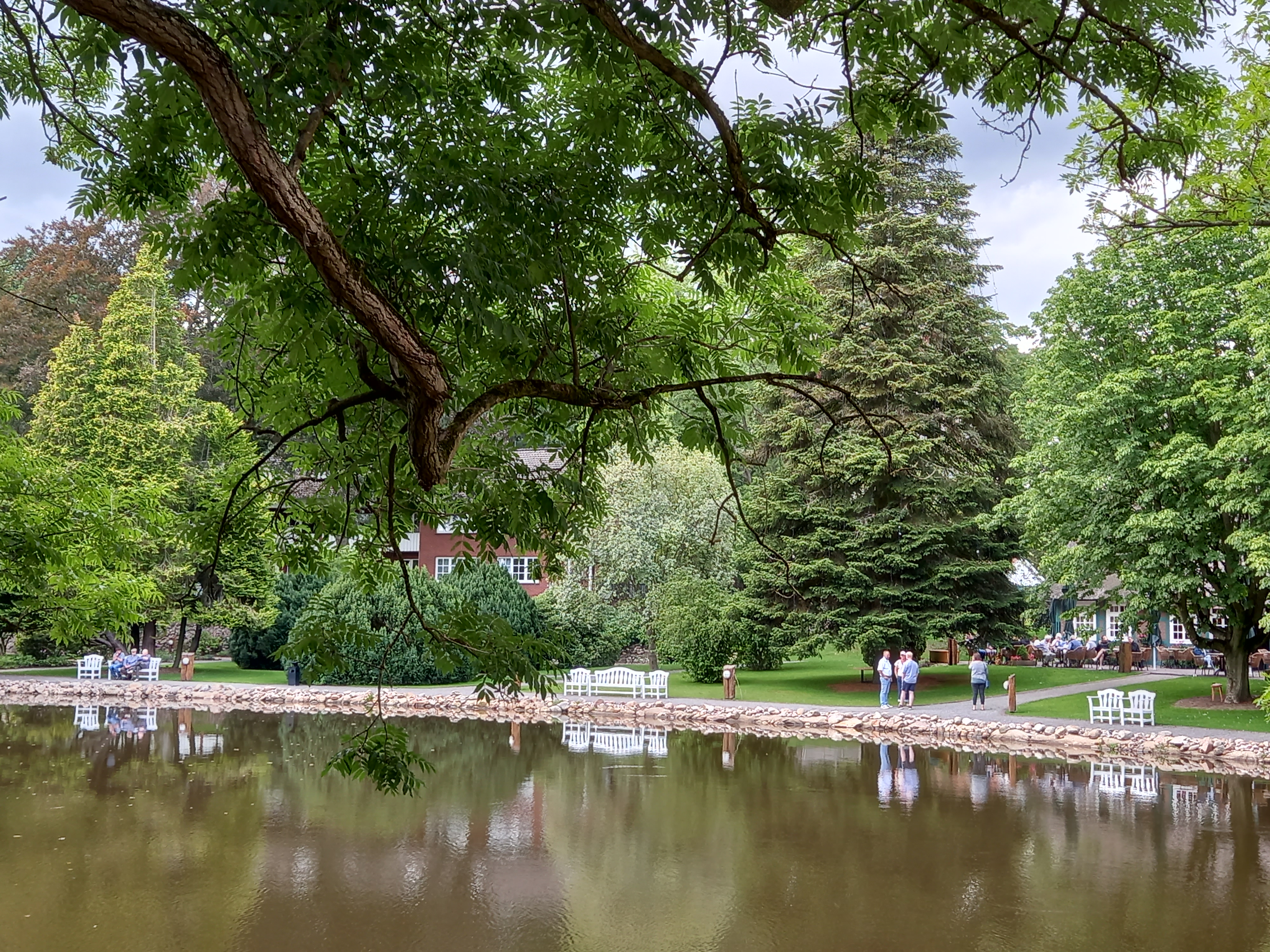
Außengelände von Gut Moorbeck in Amelhausen
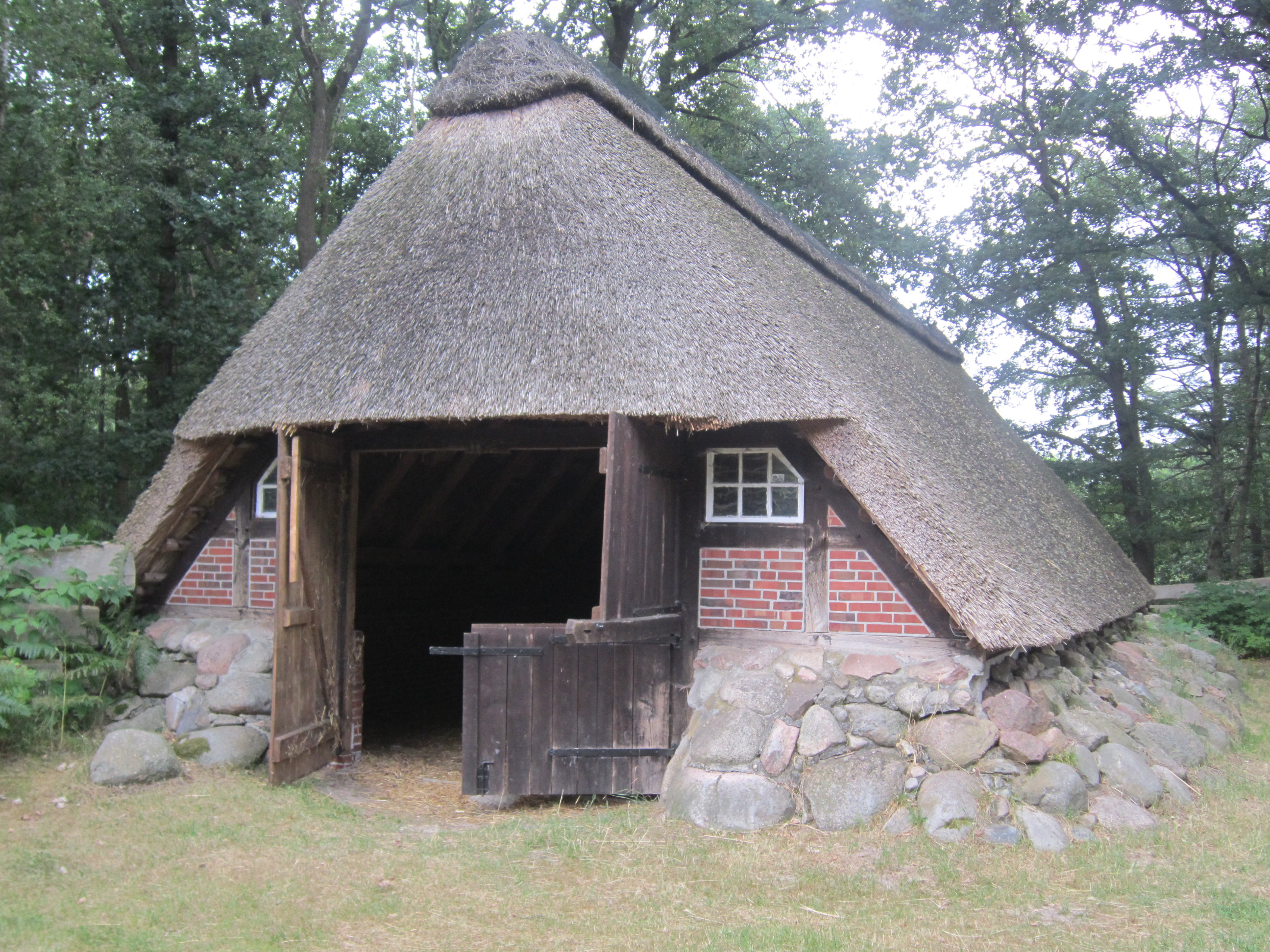
Schafstall Lethe-Heide im Lethetal
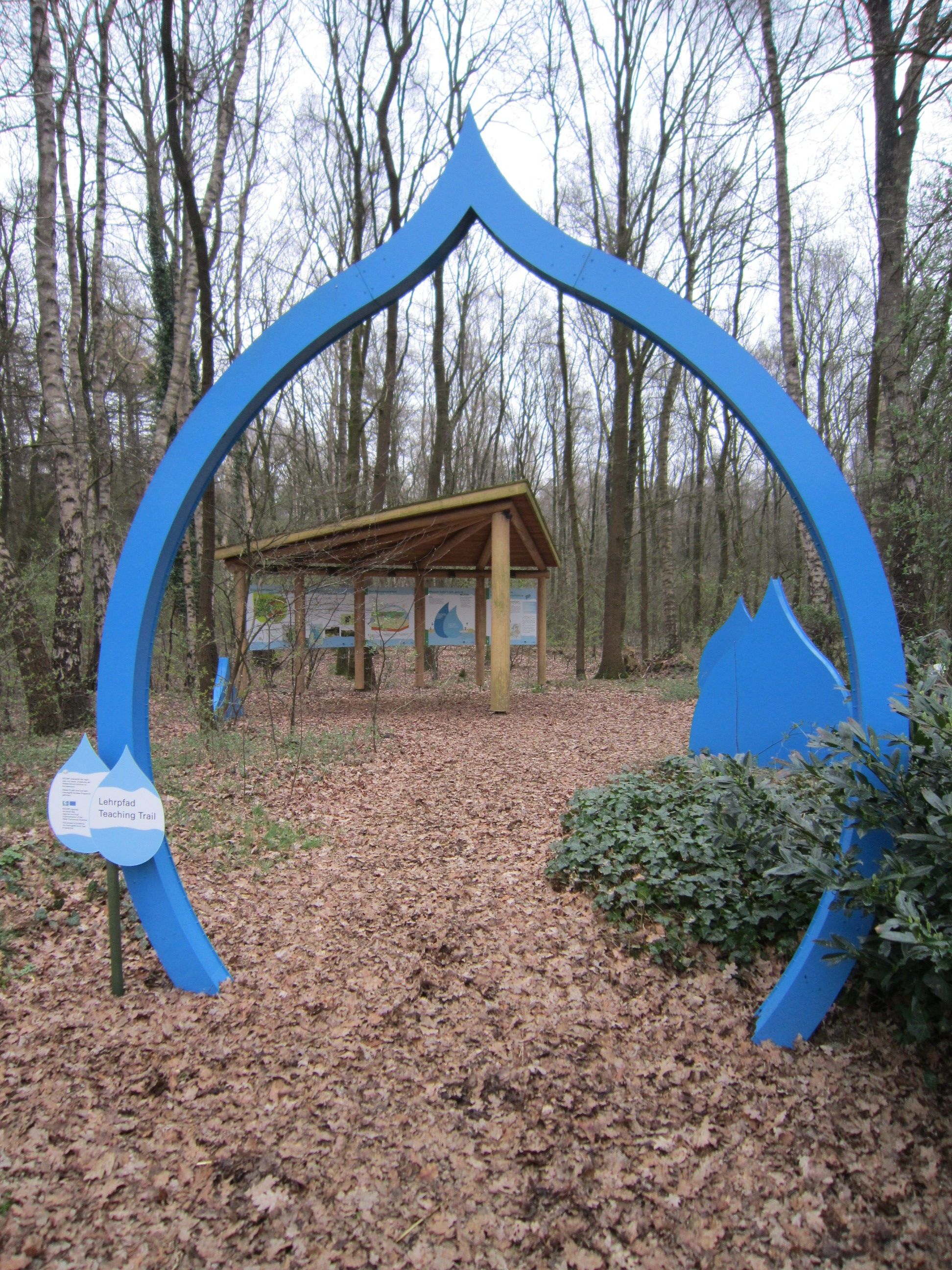
Trinkwasser-Lehrpfad des OOWV in Bakenhus

### Gemeindegliederung
Großenkneten besteht aus 19 Ortsteilen: Ahlhorn (8.164 Einwohner) ist der größte Ort, Großenkneten (3.150) ist der zentrale und namensgebende Ort, weitere Dörfer sind Huntlosen (1.958), Sage (590) und Döhlen (504). Die weiteren Orte (Bauerschaften) sind Amelhausen (112), Bakenhus (50), Bissel (302), Hagel (29), Halenhorst (248), Haschenbrok (96), Hengstlage (158), Hespenbusch-Pallast (69), Hosüne (588), Husum (53), Sage-Haast (274), Sannum (207), Steinloge (117) und Westrittrum (87) (Einwohnerzahlen für 2020 in Klammern).
Daneben gibt es die Bauerschaften und Siedlungen Greve, Hellbusch, Hollen, Krumland, Lethe, Moorbek und Regente.

### Nachbargemeinden und -orte
Nachbarorte sind, beginnend von Norden im Uhrzeigersinn, der eigene Ortsteil Huntlosen, der Dötlinger Ortsteil Neerstedt, die Gemeinde Dötlingen, die Visbeker Bauerschaft Rechterfeld, die Gemeinde Visbek, der eigene Ortsteil Ahlhorn, der eigene Ortsteil Sage sowie der Wardenburger Ortsteil Littel.
| Littel (11 km) | Huntlosen (6 km) | Neerstedt (11 km)   |  |
| Sage (3 km)    |                  | Dötlingen (9 km)    |  |
| Ahlhorn (5 km) | Visbek (13 km)   | Rechterfeld (14 km) |  |

Die Entfernungsangaben beziehen sich auf die Entfernung bis zum Ortszentrum.

## Geschichte

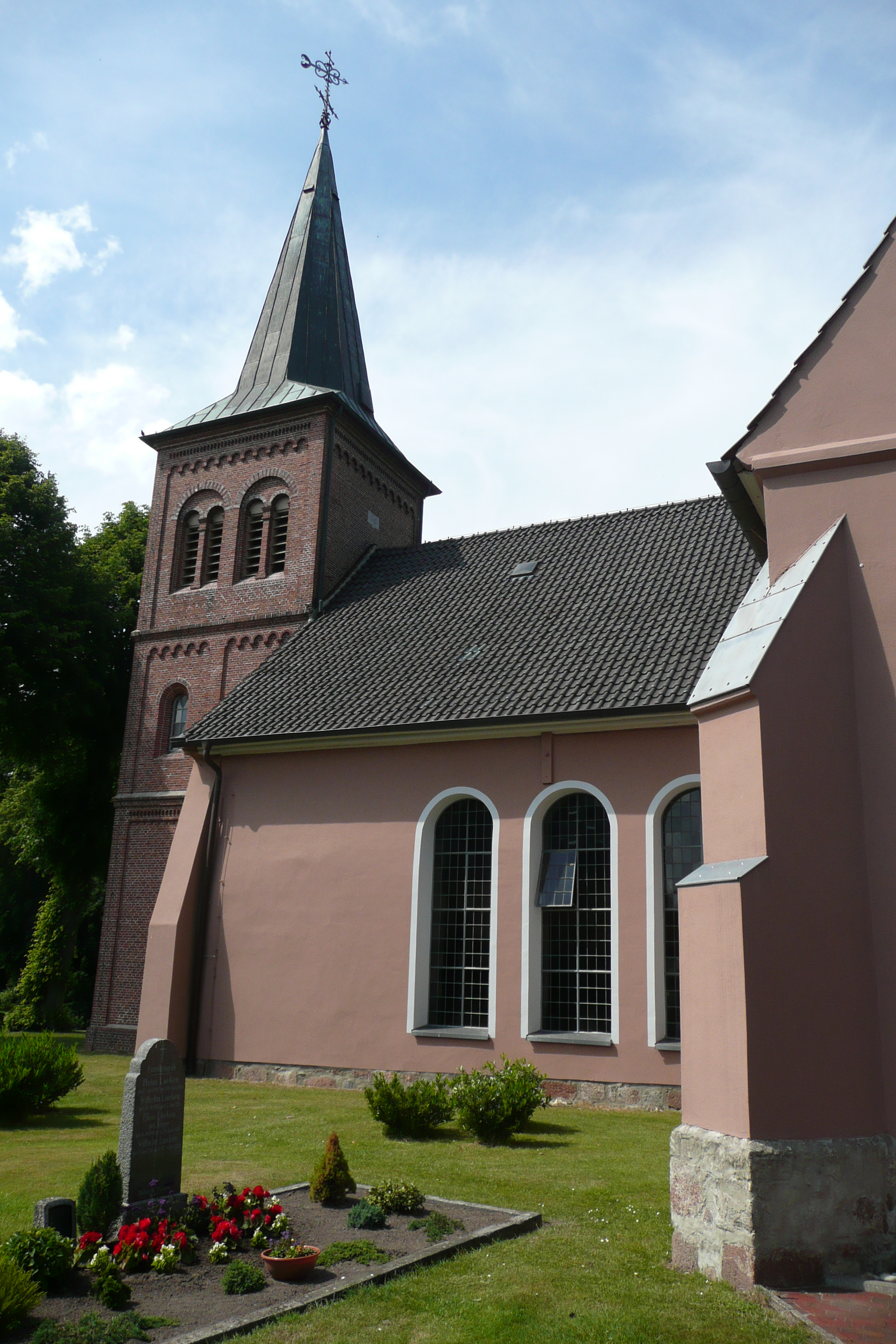
Evangelisch-lutherische St.-Marien-Kirche in Großenkneten

Das Gebiet der heutigen Gemeinde Großenkneten war bereits in der Jungsteinzeit (Neolithikum, 4800–2000 v. Chr.) besiedelt. Aus dieser Zeit sind im Gemeindegebiet Hünengräber der Trichterbecherkultur erhalten. Zu nennen sind das Großsteingrab Bakenhus zwischen Ahlhorn und Großenkneten, das Großsteingrab Visbeker Bräutigam zwischen der Autobahn A1 und dem Fluss Aue südöstlich von Ahlhorn, das Hügelgrab Huntlosen südöstlich von Huntlosen, das Großsteingrab Wittenhöge westlich von Huntlosen und das Hügelgräberfeld Hespenbusch östlich von Großenkneten. Weitere Hünengräber wurden entweder zerstört oder liegen auf Privatgrundstücken.
Nachdem ab 780 n. Chr. von Karl dem Großen (* wahrscheinlich 2. April 747 oder 748; † 28. Januar 814 in Aachen) neun Missionssprengel zur Christianisierung der unterworfenen Sachsen errichtet worden waren, wurden von der Missionszelle Visbek aus durch Abt Gerbert Castus die ersten Kirchengemeinden in der Umgebung gegründet. Zu diesen zählte im Lerigau die Pfarrkirche Großenkneten.
Die Ortschaften Großenkneten, Huntlosen, Döhlen und Sage wurden bereits im 9. Jahrhundert urkundlich erwähnt. Über Jahrhunderte hinweg waren die Kirchspiele Großenkneten, Wildeshausen und Huntlosen im Amt Wildeshausen vereinigt. Das Amt wurde im Rahmen der großherzoglich oldenburgischen Verwaltungsreform von 1814 umgeformt und um Dötlingen und Hatten vergrößert. 1858 wurde die Gemeinde Hatten an das benachbarte Amt Oldenburg abgegeben. 1933 ging das Amt Wildeshausen im neuen Amt Oldenburg, dem heutigen Landkreis Oldenburg, auf. Zugleich wurde die bislang selbstständige Gemeinde Huntlosen in die Gemeinde Großenkneten eingegliedert, wodurch Großenkneten seine heutige Ausdehnung erhielt.

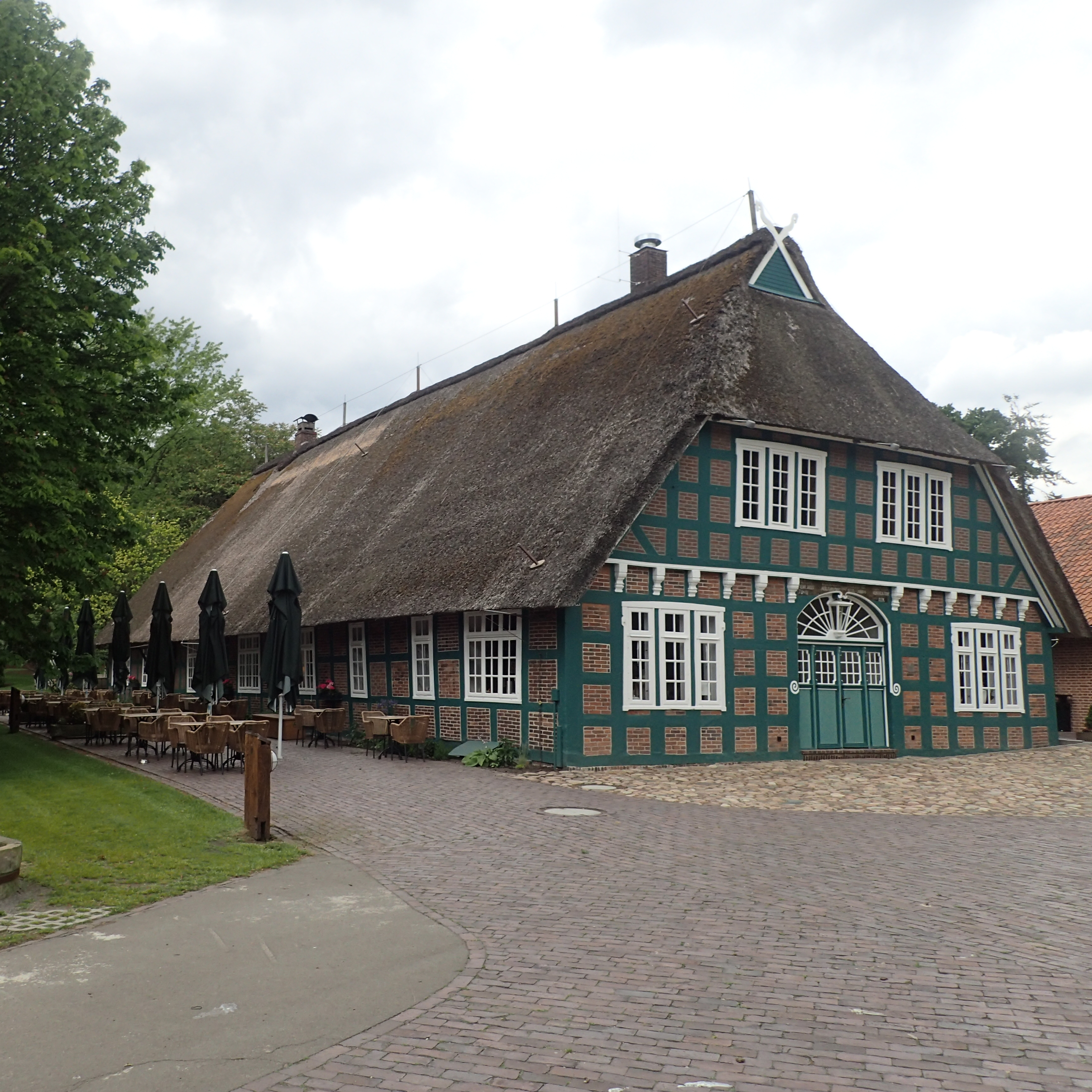
Herrenhaus von Gut Moorbeck in Amelhausen

Um 1400 wurde das Gut Lethe errichtet, dessen Ländereien sich beiderseits der Lethe, also zum Teil auch auf das Gebiet der Gemeinde Emstek im Landkreis Cloppenburg erstrecken. Das Herrenhaus wurde zunächst am linken Letheufer platziert, um 1900 aber am rechten (Ahlhorner) Ufer neu gebaut.
Im Jahr 1517 wurde erstmals das Gut Moorbeck im Ortsteil Amelhausen urkundlich erwähnt. Das 1669 errichtete Herrenhaus wird heute als Gasthaus genutzt. Auf dem 5,5 Hektar großen Gutsgelände befinden sich eine Wassermühle mit Mühlenteich sowie ein Hotelgebäude.

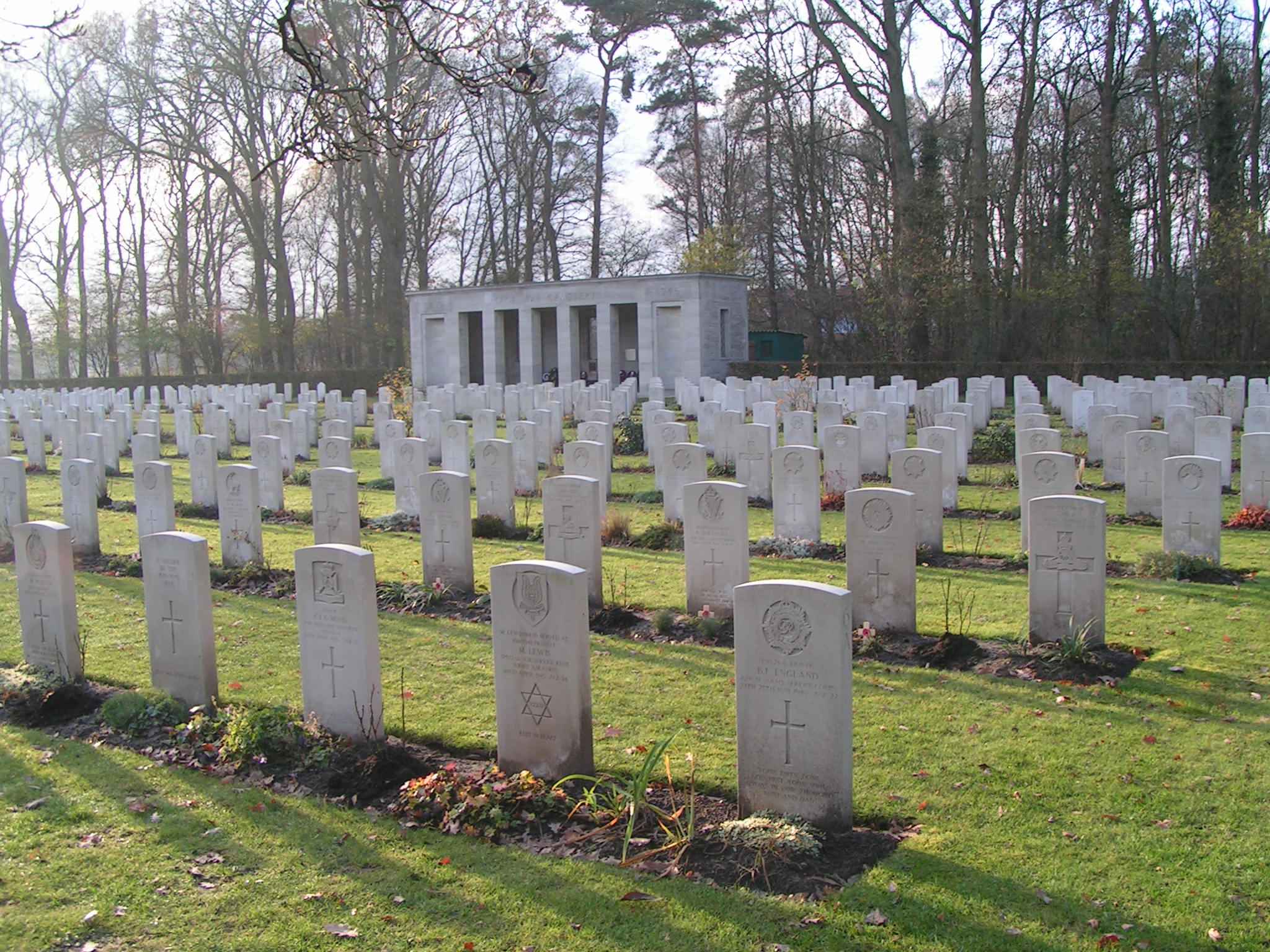
Sage War Cemetery

Während des Ersten Weltkrieges wurde im Bereich des heutigen Ortsteils Ahlhorn für die Kaiserliche Marine ab 1916 einer der größten Militärluftschiffhäfen eingerichtet. Auf dem Luftschiffhafen Ahlhorn gab es sechs große Luftschiffhallen, die im Januar 1918 durch ein Explosionsunglück teilweise zerstört wurden. Das Areal des ehemaligen Luftschiffhafens wurde bis 2006 militärisch genutzt. Nach dem Zweiten Weltkrieg wurde im Ortsteil Sage ein britischer Ehrenfriedhof für Kriegsgefallene aus Commonwealth-Staaten errichtet, der Sage War Cemetery.
Auf dem Buhlertsberg im Zentrum der Ahlhorner Fischteiche steht das Ahlhorner Blockhaus. Die Idee zum Bau einer Gemeinschaftsstätte an dieser Stelle hatte 1932 Carl Röver, damals Ministerpräsident des Landes Oldenburg und Gauleiter des NSDAP-Gaues Weser-Ems. Baubeginn war 1934, 1937 wurde es zum Gaukameradschaftsheim erweitert. 1945 wurde der Komplex als Strafgefangenenlager der Britischen Armee genutzt. 

Von 1946 bis 2021 diente das Blockhaus Ahlhorn als Jugendheim in der Trägerschaft der Evangelisch-Lutherischen Kirche in Oldenburg. Es wurde bis 2021 vorrangig als Jugendbegegnungsstätte geführt. Seitdem hat sich die Einrichtung vermehrt für informelle Gruppen und Einzelreisende geöffnet und beherbergte zuletzt bis zu 200 Übernachtungsgäste. 

Nachdem die Landeskirche Oldenburg im November 2020 beschlossen hatte, die Trägerschaft für das Blockhaus aufzugeben, wurde die Anlage am 31. Mai 2021 geschlossen. Nach dem Verkauf des Gebäudeensembles an den Landkreis Oldenburg wurde dieses im April 2022 wieder offiziell eröffnet. Bereits vor dem Eröffnungstermin waren ukrainische Geflüchtete des Russisch-ukrainischen Krieges in dem Komplex untergebracht worden.
Das „Ahlhorner Jugendwaldheim“ (JWH), ein außerschulischer Standort in der Umweltbildung, liegt in der Nähe des Blockhauses zwischen mehreren Ahlhorner Teichen. Umbenannt zunächst in „Ahlhorner Waldpädagogikzentrum“ firmiert es seit dem 1. Juli 2016 als „Waldpädagogikzentrum Weser-Ems“ (WPZ Weser-Ems).
Zwischen 1952 und 1957 betrieben Karl Poggensee und der von ihm gegründete Verein DAFRA (Deutsche Arbeitsgesellschaft für Raketenangelegenheiten) nahe dem Gehöft Hespenbusch einen Startplatz für kleine Versuchsraketen mit einer Gipfelhöhe von einigen Kilometern. 1957 wurde das zur Verfügung stehende Areal zu klein, und die Flugaktivitäten wurden nach Cuxhaven verlegt.

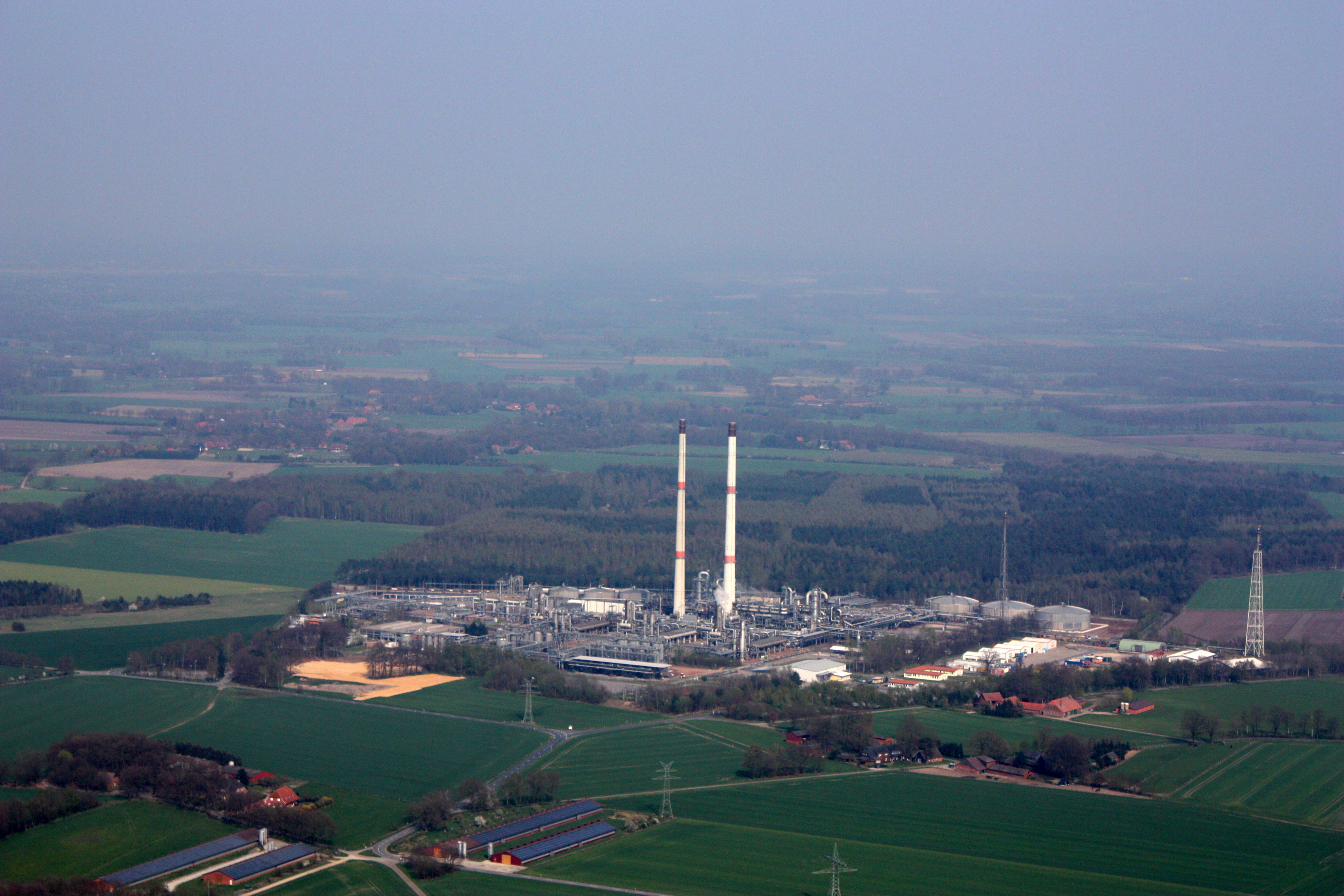
Erdgasaufbereitungsanlage

Im Gemeindeteil Sage befindet sich eine Erdgasaufbereitungsanlage. Hier wird das in Norddeutschland häufig vorkommende Sauergas gereinigt, indem der Schwefelwasserstoff entzogen wird. Betrieben wird sie vom Ölkonzern ExxonMobil.
Anfang der 1980er Jahre wurde der Ort überregional bekannt, als die ortsansässige Musikgruppe Trio auf ihre erste Langspielplatte ihre Privatadresse in der Regenter Siedlung in Großenkneten druckte (siehe Abschnitt Persönlichkeiten weiter unten).
Im Jahr 1997 kaufte der Oldenburgisch-Ostfriesische Wasserverband (OOWV) den Biohof in Bakenhus. Dort werden Möglichkeiten zum Grund- und Trinkwasserschutz erforscht, angewandt und Besuchergruppen vermittelt. Der Biohof Bakenhus bewirtschaftet im Wasserschutzgebiet Großenkneten etwa 130 Hektar Weide und Mähgrünland und baut auf einer Fläche von ungefähr 60 ha Getreide an. Sehenswert sind die rund 200 Rinder der Rasse Aberdeen Angus auf dem Gelände des Biohofs.

### Namensherkunft
Alte Bezeichnungen des Ortes sind (Kneten): 890 Gnettum, (Großenkneten): um 1000 Gnidon und um 1000 Gnydun, (Kleinenkneten): um 1000 Gnidun, um 1150 Knethe, 1160 aput Kniten, 1189–1205 Kneten, 1247 Kneten und 1417 Großenkneten.
Großenkneten ist ein sehr schwierig zu deutender Ortsname; beide Orte liegen in einem Tal, einem Einschnitt, in einer Senke. Daher zählt der Name am ehesten zu einer alten Wortwurzel, die in den germanischen Sprachen wohl nicht mehr bezeugt ist, aber in den slawischen: „gneid(h)-/gnoid(h)-“ gehört zu „gnětiti“ und bedeutet „drücken, quetschen, pressen“; eine entfernte Verwandtschaft besteht zu „kneten“.

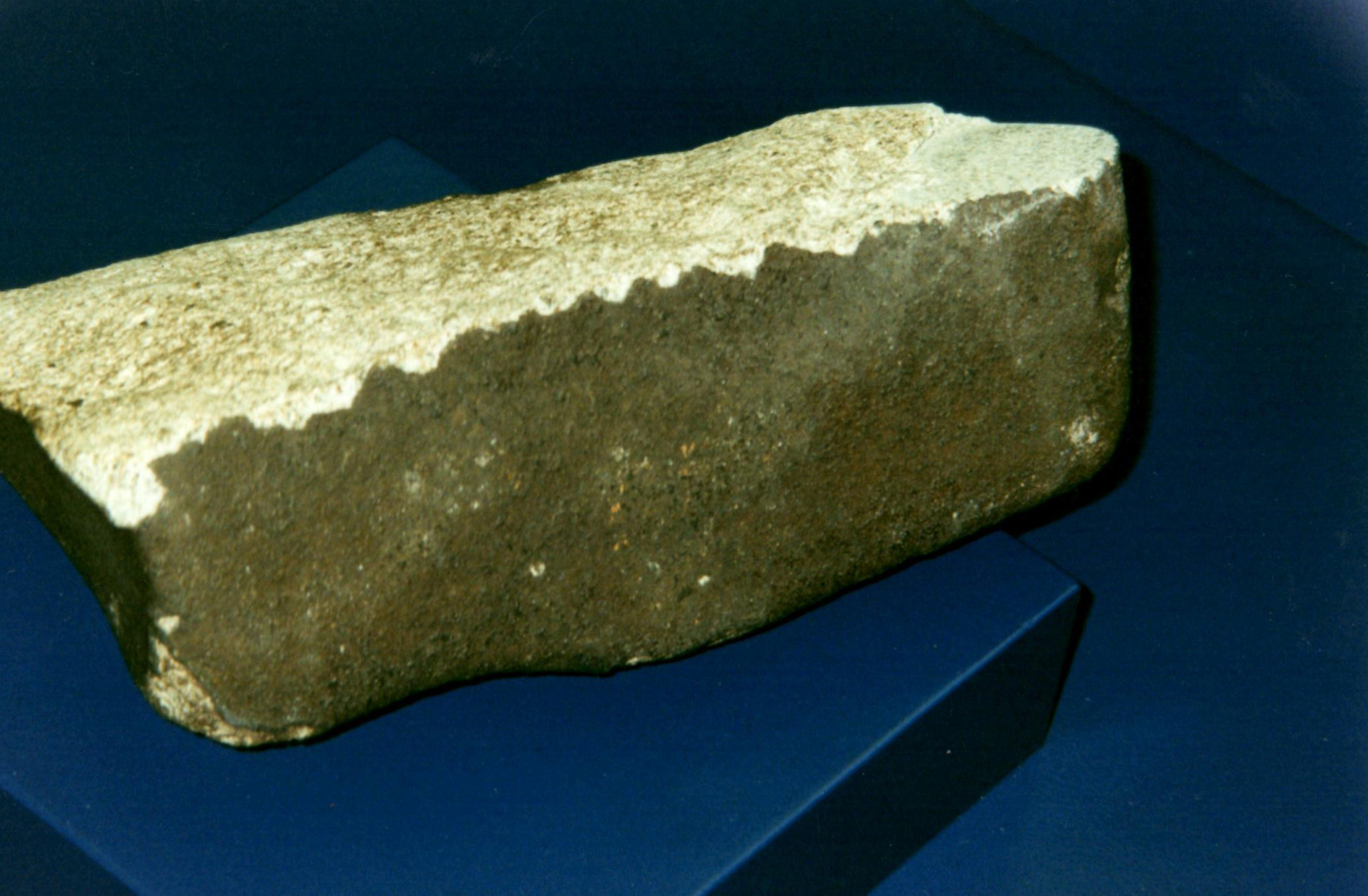
Fragment „Bissel“ des Meteoriten Oldenburg (1930)

### Meteoriteneinschlag in Bissel
Am 10. September 1930 um 14:15 Uhr schlug im Ortsteil Bissel ein Meteorit ein. Er ist ein Teil des Meteoriten „Oldenburg“, der in etwa 4 km Höhe oberhalb der Ortschaft Döhlen in mindestens zwei Hauptteile zerbrach, die in Bissel und Beverbruch (Gemeinde Garrel) niedergingen. Das Fragment 'Bissel' mit einem Gewicht von 4,84 kg wurde im Museumsdorf Cloppenburg aufbewahrt. Zuletzt gesehen wurde es im Jahr 2000 als Leihgabe in einer Ausstellung des Oldenburger Landesmuseums. 2012 war es weder in Oldenburg noch in Cloppenburg auffindbar und gilt seitdem als verschollen.

## Politik und Gemeindeverwaltung

### Gemeinderat
Der Rat der Gemeinde Großenkneten besteht aus 32 Mitgliedern. Dies ist die festgelegte Anzahl für eine Gemeinde mit einer Einwohnerzahl zwischen 15.001 und 20.000 Einwohnern. Die 32 Ratsmitglieder werden durch eine Kommunalwahl für jeweils fünf Jahre gewählt. Die aktuelle Amtszeit begann am 1. November 2021 und endet am 31. Oktober 2026.
Stimmberechtigt im Gemeinderat ist außerdem der hauptamtliche Bürgermeister.

Die letzten Gemeinderatswahlen ergaben folgende Sitzverteilungen:
| Partei                            | 2021 | 2016 |
| --------------------------------- | ---- | ---- |
| CDU                               | 12   | 11   |
| SPD                               | 7    | 8    |
| Grüne                             | 5    | –    |
| FDP                               | 4    | 4    |
| AfD                               | 2    | 3    |
| Kommunale Alternative/Unabhängige | 1    | 4    |
| Die Linke                         | 1    | –    |
| PIRATEN                           | –    | 0    |

### Bürgermeister
Bürgermeister der Gemeinde Großenkneten ist Thorsten Schmidtke (SPD). Er wurde am 6. Dezember 2020 gewählt. Schmidtke erhielt 79,26 % der gültigen Wählerstimmen. Seine aktuelle Amtszeit begann am 13. April 2021.
Vorgänger Schmidtkes war Volker Bernasko (CDU). Dieser war ab 1993 für die Gemeinde Großenkneten im Amt des Stadtdirektors tätig und wurde 2001 bei der ersten Direktwahl zum Bürgermeister Großenknetens gewählt. Bernasko verstarb überraschend im Oktober 2012. Dadurch wurde eine Neuwahl des Bürgermeisters erforderlich. Thorsten Schmidtke erhielt bei der Wahl 64,47 % der gültigen Wählerstimmen. Sein Amt trat er im April 2013 an, woraus folgte, dass nach acht Jahren, im April 2021, seine erste Amtszeit endete.

### Trauungsorte

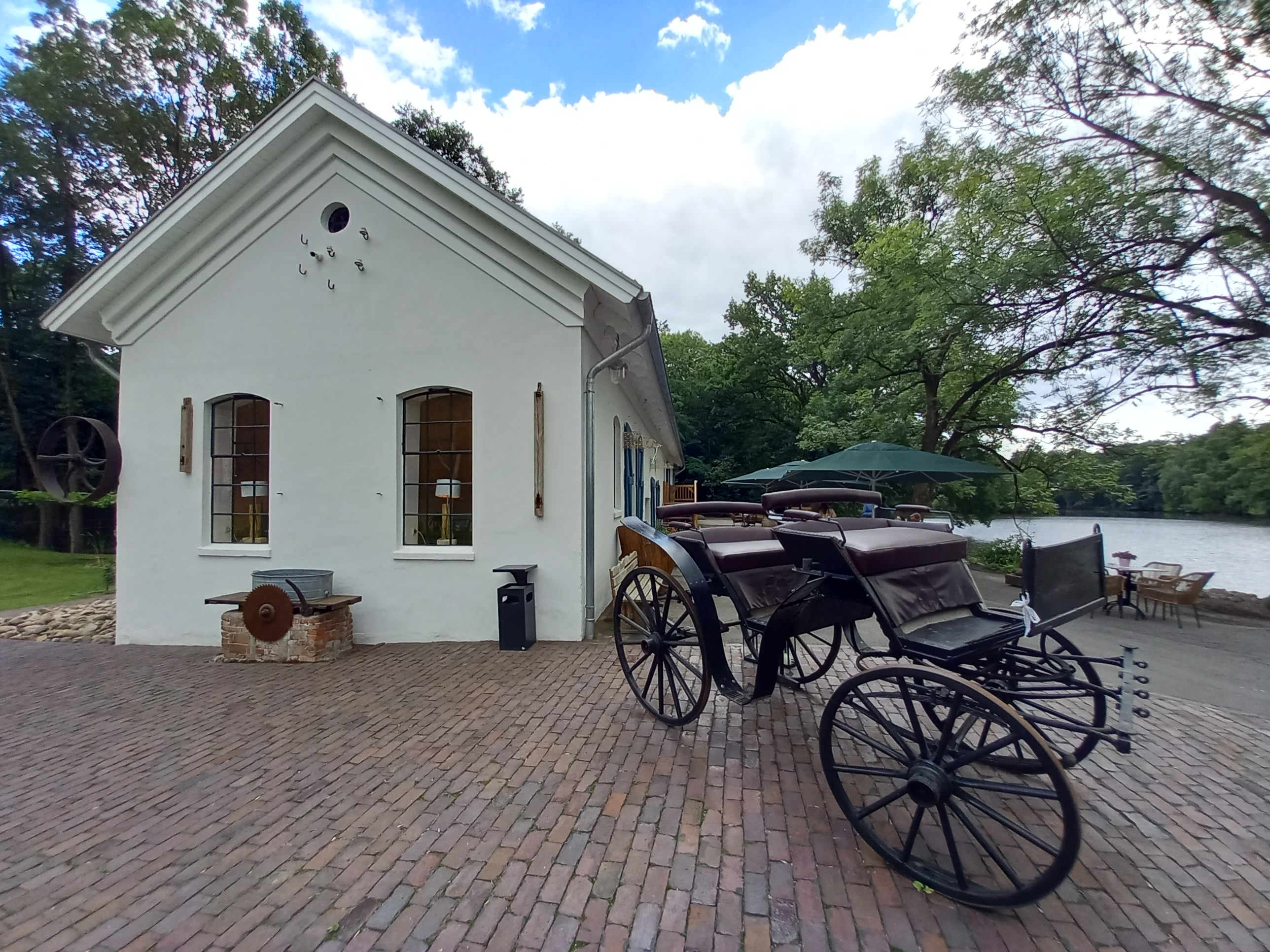
Trauungsort Wassermühle auf Gut Moorbeck

Standesamtliche Trauungen sind in Großenkneten an vier Stätten möglich:
1. im Trauzimmer des Rathauses Großenkneten,
2. im Spieker auf Hof Eilers im Ortsteil Sage-Haast,
3. im Schafstallcafé in Hagel und
4. in der Wassermühle auf dem Gut Moorbeck.[27]

### Wappen
Das Kommunalwappen der Gemeinde Großenkneten wurde 1948 vom Niedersächsischen Minister des Innern verliehen. Die Zeichnung des Wappens stammt von dem Heraldiker Manfred Furchert.
| Wappen von Großenkneten | Blasonierung: „Geteilt von Blau und Gold; oben eine goldene Getreidegarbe, begleitet von je einem schwebenden, aufrechten, gestümmelten silbernen Ast; unten ein rotes Steingrab.“ |
| Wappen von Großenkneten | Wappenbegründung: Manfred Furchert schreibt hierzu in seinem Buch: „In dem Wappen wird auf die Großsteingräber bei Engelmannsbäke als Zeugnisse vorgeschichtlicher Besiedlung hingewiesen. In der oberen Schildhälfte bedeuten die abgesägten und gekappten Stämme und die Garbe die Umwandlung von Wald und Heide in reiches Ackerland. Zugleich weisen die Baumstämme auf das Wappen der Familie Dorgeloh hin, die Gut Lethe gründete und jahrhundertelang auf der dortigen münsterschen Burg saß. Die Garbe stand auch im Wappen des Grafen von Wasaburg, des illegitimen Sohnes (= Gustav Gustavson) des Königs Gustav Adolf von Schweden, der 1650 das Gut Huntlosen kaufte und ein Schloss erbaute. Die Hauptfarben Blau, Gold, Rot erinnern an das Oldenburger Wappen.“ |

### Partnergemeinden
- Evergem,  Belgien (seit 1974)[30]
- Supraśl,  Polen (seit 1998)[31]

## Verkehr
Die Gemeinde ist über die Bahnhöfe Huntlosen, Großenkneten und Ahlhorn an die Bahnstrecke Oldenburg–Osnabrück angeschlossen. Die Stationen werden bedient durch den RE 18 (Wilhelmshaven–Osnabrück). Als Baudenkmal ist das Stellwerk Ahlhorn zu beachten.
Im Westen der Gemeinde verläuft die Bundesautobahn 29, die ebenfalls Osnabrück mit Oldenburg verbindet. Der Ortskern von Ahlhorn wird erheblich weniger durch den Straßenverkehr belastet, seitdem
- die ehemalige Bundesstraße 69 im Zuge des Baus der A 29 zur Landesstraße zurückgestuft sowie
- die ehemalige Bundesstraße 213 zwischen der Anschlussstelle Ahlhorn der A 29 und der Anschlussstelle Wildeshausen-West der Bundesautobahn 1 zur Gemeindestraße zurückgestuft und gleichzeitig der internationale und überregionale Straßenverkehr über die Anschlussstelle Cloppenburg der A 1 umgelenkt wurde.

## Persönlichkeiten

### Söhne und Töchter der Gemeinde
- Hermann Hellbusch (1879–1968), Porträt- und Landschaftsmaler der Düsseldorfer Schule
- Dirk Faß (* 1955), Schriftsteller und Träger des Oldenburger Kulturpreises
- Janna Meiners (* 1981), Faustballerin des SV Ahlhorn

### Personen, die mit der Gemeinde in Verbindung stehen
- Karl Poggensee (1909–1980), Raketentechniker, führte von 1952 bis 1957 Raketenversuche in Hespenbusch durch
- Peter Behrens (1947–2016), Musiker der Gruppe „Trio“, lebte und arbeitete von 1980 bis 1984 in der Regenter Siedlung
- Hans Jörg Butt (* 1974), Fußballtorwart, spielte in der Jugend für den TSV Großenkneten
- Astrid Grotelüschen (* 1964), ehem. niedersächsische Ministerin
- Walter Hulverscheidt (1899–1989), leitete von 1946 bis 1964 das Forstamt Ahlhorn
- Kralle Krawinkel (1947–2014), Musiker der Gruppe „Trio“, lebte und arbeitete von 1980 bis 1989 in der Regenter Siedlung
- Peter Lehmann (1921–1995), Bildhauer, lebte und arbeitete seit 1968 in Bissel
- Stephan Remmler (* 1946), Musiker der Gruppe „Trio“, lebte und arbeitete von 1980 bis 1984 in der Regenter Siedlung
- Karlheinz Schwuchow (* 1958), Hochschullehrer, in Großenkneten aufgewachsen
- Eilert Tantzen (1929–2012), Forstmann, Lokalpolitiker, Naturschützer und Genealoge
- Hans Troschel (1899–1979), Maler, lebte von 1955 bis 1979 in Ahlhorn

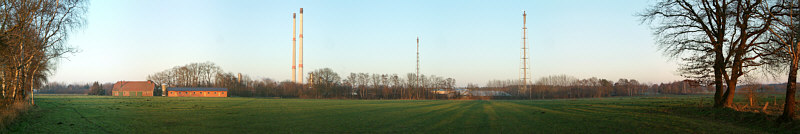
Großenknetener Bauernhof und Blick auf die ExxonMobil Production

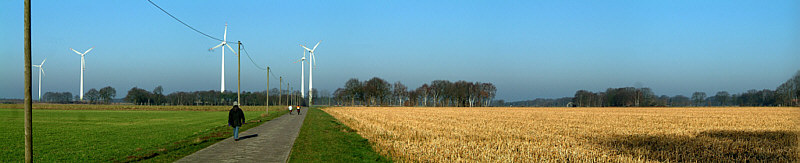
Zwischen Großenkneten und Döhlen

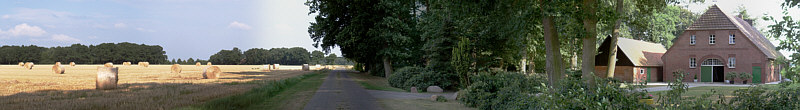
Zwischen Großenkneten und Döhlen